# Ronald Fairbairn
William Ronald Dodds Fairbairn (Edimburgo, 11 de agosto de 1889 - ibíd. 31 de diciembre de 1964) fue un teólogo, filósofo, médico y psicoanalista escocés, miembro de la Sociedad Psicoanalítica Británica.
Uno de sus principales aportes al paradígma psicoanalítico fue el haber brindado un punto de vista alternativo respecto a la libido, pensándolo como la búsqueda de un objeto, en contraposición con la postura de Freud que la consideraba como la búsqueda de placer.
Rompe con la teoría estructural de Freud al abandonar la segunda tópica por una estructura endopsíquica donde lo primordial es la relación de objeto y a ella quedan subordinadas la libido y la agresión (no la pulsión de muerte). Es un gran mérito de Fairbairn haber definido claramente los mecanismos esquizoides.

En 1943 explica bien la represión, que se ejerce sobre los objetos malos internalizados. El complejo de Edipo mismo termina por ser, para Fairbairn, una especie de efecto colateral de los mecanismos esquizoides. El énfasis en las relaciones interpersonales y su cualidad real, lo llevan en 1958, a modificar algunos preceptos técnicos: no usa más el diván, que quita una cuota de realidad a la relación analista/paciente, y cuestiona la sesión de tiempo fijo.

## Obra
- Psychoanalytical Studies of the Personality 1952
- From Instinct to Self: Selected Papers of W. R. D. Fairbairn 1994